# Albert Schnez
Albert Schnez (30 de agosto de 1911 - 26 de abril de 2007) fue un militar alemán que en 1949, cuatro años después del fin la Segunda Guerra Mundial, organizó un ejército secreto con oficiales y soldados de la Wehrmacht y de las Waffen SS, para hacer frente a una posible invasión soviética de la recién creada República Federal de Alemania o a una insurrección comunista. Años después desempeñó un alto cargo en el ministerio de Defensa y en los años 1960 y principio de los años 1970 llegó a ser jefe del Estado Mayor cuando era canciller el socialdemócrata Willy Brandt.

## El ejército secreto
Durante la Segunda Guerra Mundial sirvió en la Wehrmacht donde alcanzó el grado de coronel. El inicio de la guerra fría le llevó a crear una red para recaudar fondos, adquirir medios de transporte y reclutar oficiales y soldados de un ejército secreto que hiciera frente al «peligro comunista». Al parecer llegó a contar con unos 40.000 hombres.
El ejército secreto fue formado sin el conocimiento del gobierno de la República Federal, ni de las potencias ocupantes que expresamente habían prohibido las organizaciones «de tipo militar», aunque al parecer contó con el apoyo de altos mandos del ejército. En 1951 el canciller alemán Konrad Adenauer se enteró de su existencia pero no tomó ninguna medida. De hecho en julio de ese mismo año Schnez ofreció los servicios de su ejército clandestino al jefe la inteligencia alemana para «uso militar» o «simplemente como una fuerza potencial». Un proyecto nada descabellado ya que un año antes, cuando estalló la guerra de Corea, los gobiernos alemán occidental y norteamericano habían considerado la posibilidad de, «en caso de que se produjera una catástrofe, reunir a los miembros de las antiguas divisiones alemanas de élite, armarlos y luego asignarlos a las fuerzas aliadas». Los contactos continuaron en los años siguientes, y el servicio de inteligencia alemán le pasó informes sobre «personas sospechosas de ser comunistas» e incluso algún dinero. Pero en 1955 se puso punto final a la colaboración al crearse el ejército federal alemán, el Bundeswehr, en el que se integró el propio Snez.
La existencia del ejército secreto fue conocida en 2014 gracias a los documentos hallados en los archivos del Servicio de Inteligencia Alemán (BND) por el historiador Agilolf Kesselring y que pertenecían a la Organización Gehlen, antecesora del BND. La carpeta que los contenía llevaba el engañoso título de «Seguros».
Schnez falleció en 2007 sin haber revelado nada sobre la existencia de su ejército clandestino.